# Apogonia dux
Apogonia dux är en skalbaggsart som beskrevs av Sharp 1876. Apogonia dux ingår i släktet Apogonia och familjen Melolonthidae. Inga underarter finns listade i Catalogue of Life.